# You Got the Style
You Got the Style è un brano musicale della rock band britannica Athlete, estratto come primo singolo dal loro album di debutto, Vehicles and Animals. È stato pubblicato il 10 giugno 2002, quasi un mese prima dell'uscita dell'album, posizionandosi alla # 37 della Official Singles Chart. Il singolo è stato nuovamente pubblicato il 22 settembre 2003, entrando nuovamente nella rotazione radiofonica inglese e raggiungendo la # 42 della classifica.

## Tracce
- CD CDATH001, 10" 10ATH001

1. You Got the Style
2. A Few Differences
3. You Got the Style (remix)

### Re-issue
- 7" ATH006

1. You Got the Style
2. Hot Sun Pavement

- CD CDATH006

1. You Got the Style
2. Beautiful (Live On Radio 2)

- DVD DVDATH006

1. You Got The Style (video)
2. Westside (Live On Re-covered)
3. Hot Sun Pavement
4. Westside (Acoustic - Live From Glastonbury)